# Podocotyle levenseni
Podocotyle levenseni är en plattmaskart. Podocotyle levenseni ingår i släktet Podocotyle och familjen Opecoelidae. Inga underarter finns listade i Catalogue of Life.